# Romanyà d'Empordà
Romanyà d'Empordà o Romanyà de Besalú és un poble del municipi de Pontós, a l'Alt Empordà, situat a la part de migdia del terme municipal, tocant els antics termes de Pontós, Ermedàs, Parets d'Empordà, Espinavessa i Canelles.
El terme d'aquest poble va formar part del municipi de Pontós des d'un primer moment de la nova legislació constitucional de principis del Segle XIX, encara que tenia districte cadastral propi.
El nucli principal d'aquesta població és situat al voltant de l'església d'origen romànic i modificada posteriorment, de Sant Medir. Hi destaca la casa de pagès de Can Faras. També hi destaca el Mas Roca (Pontós).
No gaire lluny del nucli del poble, motl a prop del riu Fluvià, hi ha les restes del Santuari de la Mare de Déu de Lorda, l'anomenat Lourdes català.